# 육인수
육인수(陸寅修, 1919년 12월 3일~2001년 6월 25일)는 대한민국의 정치인이다.

## 생애
충청북도 옥천 출생이며 본관은 옥천(沃川)이다. 육영수의 친오빠이며 박근혜, 박근령, 박지만에게는 외숙부이다. 박정희 정권 당시 민주공화당 후보로 나와 다섯번(6·7·8·910대) 국회의원직에 올랐다.

## 학력
- 청주고등보통학교 졸업
- 일본 도쿄 무사시노 고등공업학교 전기학과 전문학사 졸업

## 역대 선거 결과
|  | 38.27% |

|  | 61.87% |

|  | 57.85% |

|  | 35.64% |

|  | 36.09% |

## 육인수를 연기한 배우

### TV 드라마
- 박상규 - (제4공화국, 1995년 문화방송)